# Joseph-Hippolyte Guibert

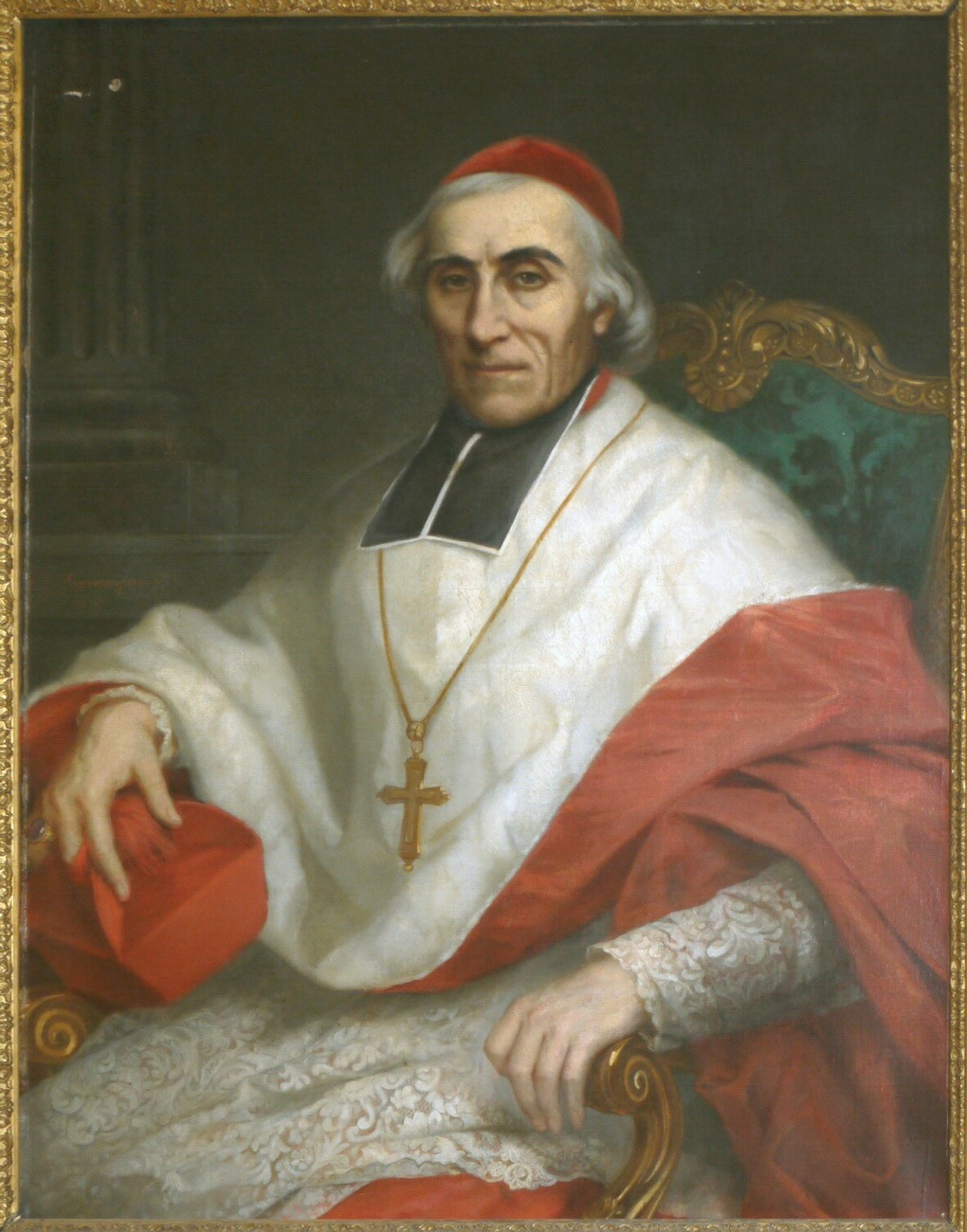
Kardinaal Joseph-Hippolyte Guibert.

Joseph-Hippolyte Guibert (Aix-en-Provence, 13 december 1802 - Parijs, 8 juli 1886) was een Franse kardinaal en van 1841 tot 1857 bisschop van Viviers, van 1857 tot 1871 aartsbisschop van Tours en van 1871 tot aan zijn dood aartsbisschop van Parijs.

## Levensloop
Joseph-Hippolyte Guibert was de zoon van een landbouwer. In 1819 ging hij studeren aan het priesterseminarie van Aix-en-Provence, dat in die tijd geleid werd door de Sulpicianen. Begin 1823 trad hij toe tot de Oblaten van de Onbevlekte Maagd Maria en legde op 23 december 1823 zijn kloostergeloften af. Op 18 december 1824 ontving hij de diakenwijding, op 14 augustus 1825 gevolgd door zijn priesterwijding in Marseille.
Van 1826 tot 1828 was hij bij de oblaten verantwoordelijk voor de novicen. Van 1829 tot 1834 was hij superior van de zetel van de congregatie in Notre-Dame du Laus. In 1835 werd Guibert benoemd tot overste van het priesterseminarie van Ajaccio. Hij oefende dit mandaat tot 30 juli 1841 uit, toen hij tot bisschop van Viviers werd benoemd. Vervolgens ontving hij op 11 maart 1842 in Marseille de bisschopswijding. Tijdens de eerste vijf jaar van zijn ambt als bisschop bezocht hij alle parochies en ook stichtte hij verschillende bisschoppelijke gemeenschappen en verbeterde hij de opleiding van de clerus.
Guibert had al verschillende bisschoppelijke functies afgewezen voor hij op 4 februari 1857 tot aartsbisschop van Tours werd benoemd. Ook daar bezocht hij alle parochies. Daarnaast engageerde hij zich sterk voor de wederopbouw van de Saint-Martinbasiliek en nam hij als verdediger van de rechten van de Heilige Stoel deel aan het Eerste Vaticaans Concilie.
Op 27 oktober 1871 benoemde paus Pius IX hem tot aartsbisschop van Parijs, nadat zijn voorganger Georges Darboy was geëxecuteerd door de Parijse communards. In 1872 zette hij de planning voor de bouw van de Basilique du Sacré-Cœur in gang en in 1875 stichtte hij het Institut Catholique de Paris. Op 22 december 1873 werd hij door paus Pius IX tot kardinaal aangesteld en in die hoedanigheid nam hij deel aan het Conclaaf van 1878, waarop Leo XIII tot paus werd verkozen. Daarnaast was hij een geliefde adviseur van het Franse episcopaat en aarzelde hij niet om tussenbeide te komen in de politiek als hij dat nodig vond.
Guibert overleed in juli 1886 op 83-jarige leeftijd en werd bijgezet in de Basilique du Sacré-Cœur.
- Bibliothèque nationale de France: cb10740951k (data)
- Catàleg d'autoritats de noms i títols de Catalunya: 981058516694806706
- Gemeinsame Normdatei: 1045856428
- International Standard Name Identifier: 0000 0000 7100 4835
- Library of Congress Control Number: n2009058625
- Base Léonore: LH//1226/88
- Nationale bibliotheek van Australië: 61542109
- Nederlandse Thesaurus van Auteursnamen: 102596018
- Réseau des bibliothèques de Suisse occidentale: 02-A018449507
- SNAC: w6t00t40
- Système universitaire de documentation: 110967054
- Virtual International Authority File: 56600933
- WorldCat: E39PBJwXb7ktF4jXXPdGGXYMfq